# Sammlung Maximilian und Agathe Weishaupt
Die Sammlung Maximilian und Agathe Weishaupt ist eine Privatsammlung gegenstandsloser Kunst nach 1945 des Münchner Ehepaares Maximilian und Agathe Weishaupt.

## Geschichte
Max Weishaupt (1908–1982), der Vater von Maximilian Weishaupt (1949–2018) und Siegfried Weishaupt (* 1939), stand mit dem Schweizer Architekten, Künstler und Designer Max Bill in Verbindung, da Künstler der Hochschule für Gestaltung Ulm Produkte für sein Unternehmen entwarfen. Er selbst sammelte auch Kunst.

## Sammlungsinhalt
Die Sammlung von Maximilian und Agathe Weishaupt folgt – außer dem genannten Rahmen der gegenstandslosen (abstrakten und konkreten) Kunst ab 1945 – keinem theoretischen Konzept, sondern den privaten Vorlieben des Sammlerpaares. Einige in der Sammlung vertretene Künstler sind zum Teil in größeren Blöcken und mit werkhistorisch bedeutenden Exemplaren vertreten. Daneben finden auch Werke jüngerer und weniger bekannter Künstler ihren Platz. Vertreten sind beispielsweise Josef Albers, Max Bill, Anthony Caro, Marco Casentini, Günter Fruhtrunk, Rupprecht Geiger, Ernst Geitlinger, Alan Green, Jon Groom, Imi Knoebel, Camill Leberer, Markus Linnenbrink, Morris Louis, François Morellet, Ben Muthofer, Hans Peter Reuter, Heiner Thiel, Regine Schumann und Peter Weber.

## Präsentation
Die Stücke aus der Sammlung wurden bis 2004 nur vereinzelt öffentlich gezeigt. Einige Werke daraus sind für zeitweise Ausstellungen oder als Dauerleihgabe an Museen gegangen. Ein größerer Teil der Sammlung wurde erstmals vom 21. November 2004 bis 2. Januar 2005 in der Ausstellung „Leben mit Kunst – Wege zur Kunst. Sammlung Maximilian und Agathe Weishaupt“ im Museum für Konkrete Kunst (MKK) in Ingolstadt gezeigt. Im Januar 2009 schlossen das Ehepaar Weishaupt und das MKK einen Vertrag, dem zufolge das Museum für seine künftigen Sonder- und Dauerausstellungen uneingeschränkt Zugriff auf die Sammlung erhält.
Vom 21. Juni bis 11. Oktober 2015 wurden im MKK in Ingolstadt im Rahmen der Ausstellung „Schwarz auf Weiß. Highlights aus der Sammlung Maximilian und Agathe Weishaupt und der Stiftung für Konkrete Kunst und Design“ zu diesem Thema Werke aus der Sammlung gezeigt.
Die Sammlung ist nicht zu verwechseln mit der Sammlung von Maximilian Weishaupts Bruder Siegfried Weishaupt in dessen eigener, Ende 2007 eröffneten Kunsthalle Weishaupt in Ulm und der Sammlung ostasiatischer Porzellane von Georg Weishaupt in Berlin.